# Kościół Niepokalanego Poczęcia Najświętszej Maryi Panny w Wałbrzychu
Kościół Niepokalanego Poczęcia Najświętszej Maryi Panny – rzymskokatolicki kościół parafialny należący do dekanatu Wałbrzych-Północ diecezji świdnickiej. Znajduje się w dzielnicy Piaskowa Góra.
Pierwotnie Piaskowa Góra należała do parafii św. Anny w Szczawienku. Inicjatorem budowy kościoła był proboszcz tej parafii, ksiądz Carl Herde. Kupił plac pod budowę świątyni, powołał komitet budowy i rozpoczął zbieranie środków finansowych. Kamień węgielny pod budowę świątyni został położony w dniu 9 kwietnia 1911 roku. W następnym roku budowa została zakończona. W niedzielę 7 lipca 1912 roku odbyła się uroczystość poświęcenia świątyni. Przewodniczył jej w zastępstwie chorego ordynariusza wrocławskiego, księdza kardynała Georga Koppa, ks. dr Arthur König, prepozyt kapituły katedralnej we Wrocławiu, profesor teologii dogmatycznej i pastoralnej na wydziale teologii katolickiej Uniwersytetu Wrocławskiego. W 1909 roku w Piaskowej Górze została powołana samodzielna jednostka duszpasterska o statusie kuracji, wydzielona z parafii św. Anny w Szczawienku. Do zakończenia budowy świątyni, administratorem tej kuracji był wspomniany wyżej proboszcz, ksiądz Carl Herde. Samodzielny duszpasterz dla Piaskowej Góry rozpoczął urzędowanie w dniu 21 września 1912 roku. Odrębna parafia pod wezwaniem Niepokalanego Poczęcia Najświętszej Maryi Panny została powołana dopiero po II wojnie światowej. W latach 1978–1981 świątynia została rozbudowana, dzięki staraniom księdza proboszcza Wenancjusza Roga, ponieważ dotychczasowy kościół nie mieścił wiernych po zwiększeniu się liczby parafian. 
W kościele znajdują się organy wykonane przez firmę Schlag & Söhne ze Świdnicy. Instrument posiada 12 rejestrów oraz pneumatyczne: trakturę gry i trakturę rejestrów
Świątynia figuruje w gminnej ewidencji zabytków dla gminy Wałbrzych.